# François Gérard
François Pascal Simon, Bá tước Gérard (1770-1837) là họa sĩ người Pháp. Ông nổi tiếng với những bức tranh vẽ về Napoléon Bonaparte và gia đình của vị Hoàng đế này.

## Một số tác phẩm

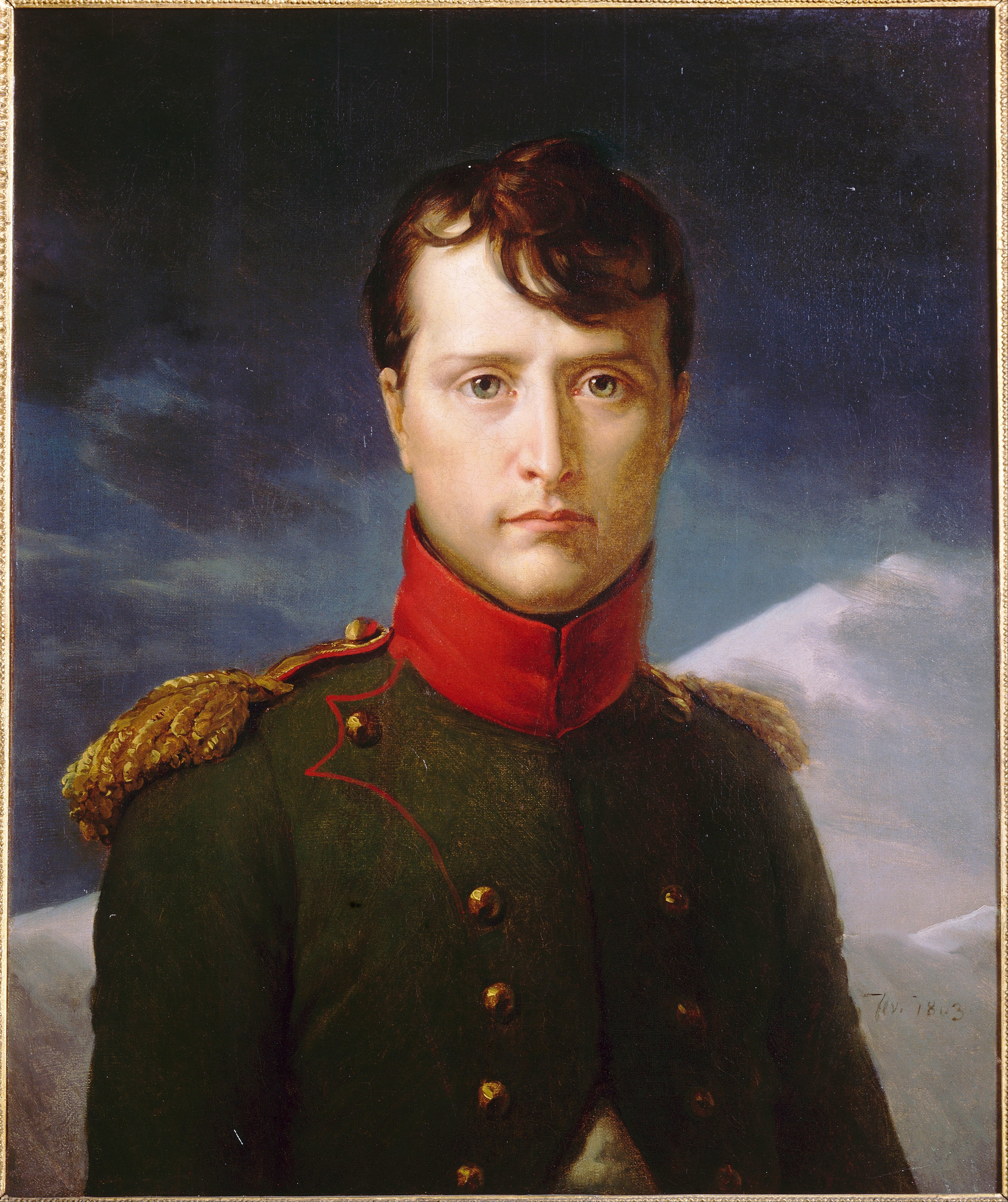
Hoàng đế Napoléon Bonaparte
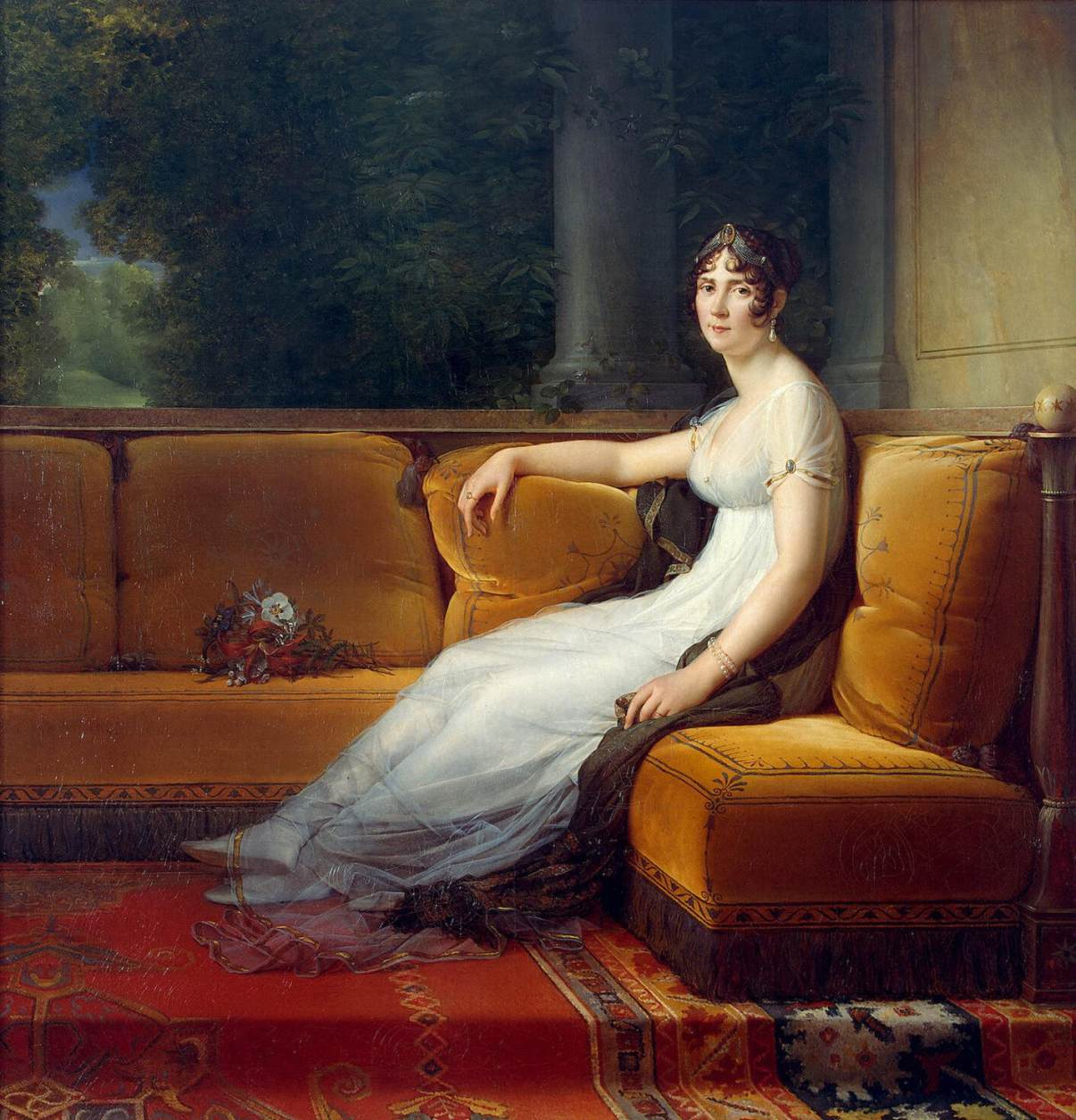
Hoàng hậu Josephine